# Xanthotype urticaria
Xanthotype urticaria är en fjärilsart som beskrevs av Louis W. Swett 1918. Xanthotype urticaria ingår i släktet Xanthotype och familjen mätare. Inga underarter finns listade i Catalogue of Life.

## Bildgalleri

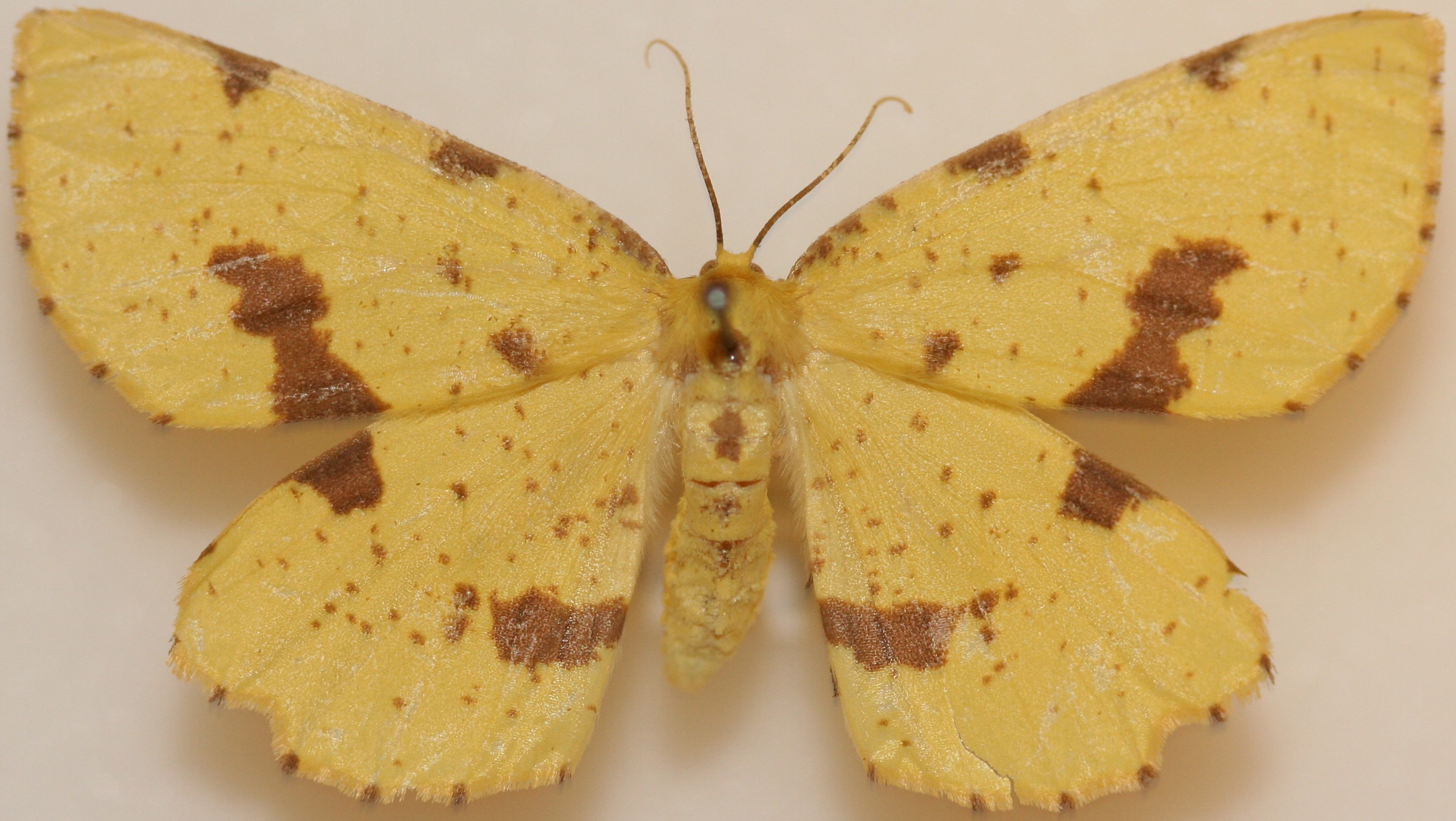